# Вегафобия
Вегафобия, также веганфобия или вегефобия — это отвращение или неприязнь к вегетарианцам и веганам. Термин впервые появился в 2010-х годах, что совпало с ростом популярности веганства в конце 2010-х годов. Несколько исследований выявили распространенность вегафобных настроений среди населения в целом; в частности, около половины респондентов испытывало неприязнь к веганам. Положительное восприятие по отношению к вегетарианцам и веганам также существует. Из-за их образа жизни другие люди могут воспринимать их как более добродетельных; их могут считать менее мужественными, но более принципиальными.

## Терминология
Три французских активиста вегетарианского прайда использовали термин «вегефобия», означающий дискриминацию вегетарианцев, в документе 2011 года.
Британские социологи Мэтью Коул и Карен Морган использовали термин «вегафобия» и производное от него прилагательное «вегафобный» в исследовании 2011 года, имея в виду предубеждение конкретно против веганов. Более поздние авторы использовали термин веганфобия в этом смысле.
Последующие исследования определили вегафобию как идеологию ненависти к веганам и вегетарианцам вместе взятым. Исследование вегафобии 2019 года, следующее этому определению, добавило термин вегафоб для человека, проявляющего вегафобию. Ранее швейцарско-польский актер и продюсер Йола Кора также использовал это определение, но назвал ее вегефобией (с буквой «е»), в выступлении на конференции 2013 года под названием «Вегефобия — что это такое?».

## Отношение населения в целом
«В средствах массовой информации, в поп-культуре и даже в прогрессивном, просвещенном, вежливом обществе по-прежнему широко приемлемо высмеивать веганов», — пишет Фархад Манджу в статье New York Times 2019 года против издевательств над веганами. Манджу ссылается на результаты исследования, проведенного канадскими психологами в 2015 году, согласно которым население в целом оценивает веганов более негативно, чем атеистов и иммигрантов, и переносит веганов лишь немного лучше, чем наркопотребителей. Веганы получают больше негативных оценок, чем вегетарианцы, а мужчины-веганы получают больше негативных оценок, чем женщины. Веганы оцениваются лучше, если они мотивированы соображениями здоровья, чем если их веганство обусловлено этическими соображениями или интересами защиты прав животных.
Среди примерно тысячи бельгийско-фламандских мясоедов, опрошенных в 2016 году, вегафобия против вегетарианцев была более распространена среди мужчин, чем среди женщин, среди пожилых людей больше, чем среди молодых, среди людей с более твердым намерением продолжать употреблять мясо и среди менее образованных людей.
Эти результаты согласуются с опытом веганов, которые чувствуют дискриминацию со стороны людей, которые едят мясо. В 2018 году опрос более 1000 британских и американских веганов, проведенный приложением Lifesum для похудения, показал, что 80% респондентов испытывали ту или иную форму анти-веганских предубеждений. Страх подвергнуться стигматизации при переходе на веганскую диету также удерживает некоторых мясоедов от перехода на веганскую диету.
Веганский шоколад подвергся критике в тысячах «злобных твитов», на что британская шоколадная компания Cadbury обратила внимание в кампании 2022 года.
Согласно опросу 300 жителей США, мясоеды оценивают веганов менее негативно, когда им напоминают, что мясо поступает от животных. Напоминание также усилило их дискомфорт при употреблении мяса.

## Отношение средств массовой информации
Академик Лора Райт заявила в 2015 году, что СМИ и широкий общественный дискурс в целом обычно неправильно характеризуют веганов, подчёркивая ситуации, когда средства массовой информации сообщали о смерти детей как о следствии «веганской диеты», а не родительского пренебрежения, которое было фактической причиной.
Исследование 2011 года показало, что британские СМИ дискредитируют веганов посредством насмешек и изображают веганство как трудное или невозможное для следования ему. Шесть наиболее распространенных высказываний о вегафобии, встречающихся в этих СМИ, были в порядке частоты: высмеивание веганства, ошибочное приравнивание веганства к аскетизму, увековечение мифа о том, что веганству трудно или невозможно следовать, описание веганства как модной тенденции, изображение веганов сентиментальными и определение веганов как враждебных. Исследование показало, что из 397 статей 20% были нейтральными, примерно 5% были положительными и 75% были отрицательными. В 2018 году выяснилось, что британский кулинарный редактор отправил вегану электронное письмо, в котором упоминалось «убийство веганов одного за другим».
В социальных сетях некоторые веганы также подвергаются нападкам за то, что они предпочитают иметь сексуальные отношения только с другими веганами.

## Причины вегафобии
Существует множество теорий, объясняющих негативное отношение к веганам. Негативное отношение к веганам и вегетарианцам чаще всего встречается у людей с консервативными и/или правыми убеждениями, часто наиболее ярко проявляется у крайне правых отдельных людей и групп. Для некоторых приверженцев правых взглядов употребление мяса является не только удовольствием, но и частью их отношения к жизни. Таким образом, они могут воспринимать тех, кто выступает против употребления мяса, как угрозу их образу жизни. Опрос около 1000 участников показал, что веганы воспринимаются как угроза в основном пожилыми и менее образованными людьми, а также мясоедами, которые особенно убеждены в своей привычке. Исследование, проведенное в 2019 году, выявило положительную корреляцию между мировоззрениями, основанными на социальном доминировании, и негативным восприятием веганов.
Одно из объяснений вегафобии основано на том, что иногда называют мясным парадоксом: многим людям, которые едят мясо, не нравится причинять вред животным. Веганы могут напоминать мясоедам об этом когнитивном диссонансе, и один из способов разрешить этот внутренний конфликт и уменьшить диссонанс — поддерживать предубеждение против веганов.
Другая предполагаемая причина вегафобии заключается в том, что мясоеды могут чувствовать осуждение со стороны веганов и вегетарианцев за употребление мяса. Дискредитация этичных веганов как благотворителей - это способ опровергнуть суждение о себе. Это негативное отношение к веганам усиливается, когда считается, что веганы считают себя морально превосходящими.
В то время как у мясоедов может быть внутренний конфликт по поводу убийства животных ради еды, это объяснение вегафобии может не соответствовать экологическим причинам отказа от мяса. Мясоеды-экологи могут не видеть конфликта в употреблении мяса, потому что они считают, что их индивидуальное воздействие потребления мяса на окружающую среду невелико.
Вегафобия не всегда может основываться на идеологических причинах. Иногда причиной может быть то, что вегафоб не может разделить трапезу с веганом.

## Проявления вегафобии

### Против вегетарианцев
В начале 1990-х годов McDonald's начал называть свой картофель фри вегетарианским, хотя на самом деле он содержал ароматизатор говяжьего происхождения, что привело к выплате компенсации в размере десяти миллионов долларов США в 2002 году за то, что индусов и других вегетарианцев ввели в заблуждение, заставив их есть пищу против их совести.
В 2020 году парламентский сотрудник ультраправой «Альтернативы для Германии» назвал человека, заказавшего вегетарианскую еду в столовой немецкого парламента, уничижительным термином, сказав: «Мы тебя достанем».

### Против веганов
Философ Оскар Орта связывает вегафобию с дискриминацией веганов, которая наблюдается на их рабочем месте.
Веганы в отдельных случаях были уволены с работы или исключены из списка кандидатов на трудоустройство из-за их приверженности веганству. Опрос, проведенный юридической фирмой Crossland Solicitors, показал, что среди «более 1000» британских веганских сотрудников почти треть чувствовала дискриминацию на своем рабочем месте. Лондонский фонд NHS trust (подразделение Национальной службы здравоохранения Великобритании) в 2017 году разместил дискриминационное объявление о приеме на работу специалиста по трудотерапии, в котором говорилось: «К сожалению, лица, придерживающиеся веганской диеты, не будут рассматриваться», и что «веганство или другие крайне ограничительные методы питания неприемлемы». После реакции Веганского общества фонд изменил рекламу и извинился.
Веганке было отказано в выдаче швейцарского паспорта из-за приверженности веганству, а в Англии люди бросали курицу из KFC в веганов. В 2018 году Уильям Ситуэлл, в то время редактор журнала Waitrose Food magazine, ответил на запрос о веганской колонке, предложив «серию статей об убийстве веганов, одного за другим».
Студентке-веганке из колледжа в Бристоле посоветовали посмотреть кастрацию быков и посетить скотобойню или провалить курс по уходу за животными. Университет пересмотрел свое решение после её поддержки со стороны Веганского общества
Начальная школа в Солихалле запретила пятилетнему ребенку приносить в школу соевое молоко. Отцу ребенка потребовалось три месяца и помощь Веганского общества, чтобы изменить мнение администрации школы.
Узнав о веганских убеждениях кого-либо, многие невеганы перечисляют в беседе с ним все продукты животного происхождения, которые им нравятся, не задумываясь о том, как это может заставить веганов чувствовать себя некомфортно («Я просто люблю бекон»).

## Пересечение и сравнение с другими видами дискриминации
Вегафобию называют интерсекциональной проблемой, связанной с проблемами маскулинности, расы и гендерной идентичности. Веганский союз Аргентины в 2019 году обратился с петицией к Национальному институту по борьбе с дискриминацией, ксенофобией и расизмом, аргентинскому правительственному агентству, с просьбой включить вегафобию в свои карты дискриминации.
Однако применение термина «вегафобия» и степень, в которой его можно сравнить с другими формами дискриминации, является несколько спорным вопросом. Софи Уилкинсон из Grazia высказала в 2018 году мнение, что дискриминация веганов (в отличие от сексизма, расизма и гомофобии) не выходит за рамки уровня микроагрессии. Она также отметила, что «дискриминация заключается в том, что к тебе относятся по-разному за то, кто ты есть, а не за то, что ты выбираешь делать». Другие проводят различие между двумя видами веганства: этическим и не основанным на этике. Веганство, мотивированное этическими убеждениями в отношении животных, было признано защищенным Законом о равенстве убеждением в Великобритании в судебном процессе о несправедливом увольнении в 2020 году.